# Qualificazioni al campionato europeo femminile di calcio 2017 - Fase a gironi, gruppo 6
Il gruppo 6 delle qualificazioni al campionato europeo femminile di calcio 2017 è composto da cinque nazionali: Georgia, 
Irlanda del Nord, Italia, Repubblica Ceca e Svizzera. La composizione degli otto gruppi nella fase a gironi di qualificazione venne decisa dal sorteggio tenutosi il 20 aprile 2015.
Il torneo si è disputato con la formula del girone all'italiana, con le squadre che si sono affrontate con partite di andata e ritorno. La vincitrice del girone si è qualificata direttamente per la fase finale del torneo, mentre la seconda classificata è stata direttamente qualificate se risultata una delle sei migliori seconde tra tutti gli otto gruppi (non contando i risultati contro le squadre giunte al quinto posto nel girone); in caso contrario le due restanti si sono giocate la partecipazione alla fase successiva nella fase dei play-off.

## Classifica finale
| Squadra          | Pt | G | V | N | P | GF | GS | DR  |
| ---------------- | -- | - | - | - | - | -- | -- | --- |
| Svizzera         | 24 | 8 | 8 | 0 | 0 | 34 | 3  | +31 |
| Italia           | 18 | 8 | 6 | 0 | 2 | 26 | 8  | +18 |
| Rep. Ceca        | 10 | 8 | 3 | 1 | 4 | 13 | 18 | -5  |
| Irlanda del Nord | 7  | 8 | 2 | 1 | 5 | 10 | 22 | -12 |
| Georgia          | 0  | 8 | 0 | 0 | 8 | 2  | 34 | -32 |

|                  | Georgia (bandiera) | Irlanda del Nord (bandiera) | Italia (bandiera) | Rep. Ceca (bandiera) | Svizzera (bandiera) |
| ---------------- | ------------------ | --------------------------- | ----------------- | -------------------- | ------------------- |
| Georgia          |                    | 0 - 3                       | 0 - 7             | 0 - 3                | 0 - 3               |
| Irlanda del Nord | 4 - 0              |                             | 0 - 3             | 1 - 1                | 1 - 8               |
| Italia           | 6 - 1              | 3 - 1                       |                   | 3 - 1                | 0 - 3               |
| Repubblica Ceca  | 4 - 1              | 3 - 0                       | 0 - 3             |                      | 0 - 5               |
| Svizzera         | 4 - 0              | 4 - 0                       | 2 - 1             | 5 - 1                |                     |

## Risultati
Tutti gli orari sono CEST (UTC+2) per le date dal 29 marzo al 24 ottobre 2015 e tra il 27 marzo e il 29 ottobre 2016, per le altre date sono CET (UTC+1).
| Arbitro: | Zuzana Kováčová |

|                                                                     |           |            |
| Cernoia 13’ Giugliano 23’ Manieri 42’ Sabatino 58’ Girelli 79’, 83’ | Marcatori | 3’ Gabelia |

| Arbitro: | Paula Brady |

|  |           |                                    |
|  | Marcatori | 69’, 88’ I. Martínková 73’ Voňková |

| Arbitro: | Pernilla Larsson |

|  |           |                                    |
|  | Marcatori | 59’, 62’ Bachmann 87’ Crnogorčević |

| Arbitro: | Barbara Poxhofer |

|  |           |                           |
|  | Marcatori | 3’ Nelson 29’, 56’ Bergin |

| Arbitro: | Katalin Kulcsár |

|  |           |                                          |
|  | Marcatori | 19’ Mauro 42’ (rig.) Manieri 78’ Bartoli |

| Arbitro: | Sofia Karagiorgi |

|                                                                |           |  |
| Skhirtladze 9’ (aut.) Crnogorčević 34’ Dickenmann 50’ Humm 74’ | Marcatori |  |

| Arbitro: | Zuzana Kováčová |

|             |           |                                                                                            |
| Furness 37’ | Marcatori | 14’, 35’ Humm 28’ Kiwic 33’ Moser 36’ Ismaili 59’ Crnogorčević 74’ Deplazes 85’ Dickenmann |

| Arbitro: | Kateryna Zora |

|                                                               |           |              |
| Bürki 23’ Humm 28’ Bachmann 33’ Crnogorčević 42’ Terchoun 84’ | Marcatori | 73’ Svitková |

| Arbitro: | Morag Pirie |

|                          |           |            |
| Bachmann 7’ Terchoun 36’ | Marcatori | 65’ Parisi |

| Arbitro: | Frida Nielsen |

|                                                        |           |                   |
| L. Martínková 3’, 57’ Zakhaidze 13’ (aut.) Voňková 51’ | Marcatori | 45+1’ Skhirtladze |

| Arbitro: | Lina Lehtovaara |

|                                       |           |            |
| Sabatino 71’ Mauro 86’ Stracchi 90+3’ | Marcatori | 62’ Magill |

| Arbitro: | Viola Raudziņa |

|                                            |           |  |
| Magill 1’ Callaghan 21’, 40’ Furness 90+5’ | Marcatori |  |

| Arbitro: | Monika Mularczyk |

|  |           |                                                       |
|  | Marcatori | 4’ Humm 35’, 90+3’ Moser 40’, 66’ (rig.) Crnogorčević |

| Arbitro: | Florence Guillemin |

|  |           |                                                                             |
|  | Marcatori | 7’ Manieri 21’, 59’ Bonansea 41’ Sabatino 75’ Mauro 79’ (rig.), 90’ Girelli |

| Arbitro: | Marte Sørø |

|                                       |           |  |
| Voňková 3’ Cahynová 34’ Bartoňová 65’ | Marcatori |  |

| Arbitro: | Sara Persson |

|                    |           |                 |
| Furness 55’ (rig.) | Marcatori | 35’ Chlastáková |

L'incontro, originariamente fissato per l'8 aprile alle 20:30, venne posticipato a causa di un incidente occorso sulla strada di accesso allo stadio che rese impossibile alle squadre raggiungere il campo di gioco.
| Arbitro: | Marta Huerta De Aza |

|  |           |                                                   |
|  | Marcatori | 18’ (rig.) Crnogorčević 34’ Humm 90+4’ Dickenmann |

| Arbitro: | Gyöngyi Gaál |

|  |           |                                     |
|  | Marcatori | 45+1’, 90+4’ Girelli 76’ Gabbiadini |

| Arbitro: | Tanja Subotič |

|                                        |           |  |
| Bernauer 17’, 46’ Kiwic 42’ Rinast 54’ | Marcatori |  |

| Arbitro: | Sandra Bastos |

|                          |           |             |
| Mauro 6’, 14’ Guagni 62’ | Marcatori | 13’ Voňková |

## Statistiche

### Classifica marcatrici
7 reti
- Ana-Maria Crnogorčević (2 rig.)

6 reti
- Fabienne Humm

- Cristiana Girelli (1 rig.)

5 reti
- Ilaria Mauro

4 reti
- Lucie Voňková

- Ramona Bachmann

3 reti
- Raffaella Manieri (1 rig.)
- Daniela Sabatino

- Rachel Furness
- Lara Dickenmann

- Martina Moser

2 reti
- Irena Martínková
- Lucie Martínková
- Barbara Bonansea

- Avilla Bergin
- Marissa Callaghan
- Simone Magill

- Vanessa Bernauer
- Rahel Kiwic
- Meriame Terchoun

1 rete
- Eva Bartoňová
- Klára Cahynová
- Jitka Chlastáková
- Kateřina Svitková
- Gulnara Gabelia
- Natia Skhirtladze

- Elisa Bartoli
- Valentina Cernoia
- Melania Gabbiadini
- Manuela Giugliano
- Alia Guagni
- Alice Parisi

- Daniela Stracchi
- Julie Nelson
- Vanessa Bürki
- Barla Deplazes
- Florijana Ismaili
- Rachel Rinast

Autoreti
- Natia Skhirtladze (a favore della Svizzera)
- Ana Zakhaidze (a favore della Repubblica Ceca)